# Человек, который плакал
«Человек, который плакал» (англ. The Man Who Cried) — фильм режиссёра Салли Поттер, снятый в 2000 году.

## Сюжет

Риччи и Депп в фильме «Человек, который плакал»

Фильм повествует о нелёгкой судьбе еврейской девочки Сюзи, чья молодость пришлась на начало Второй мировой войны. Из-за гонений на евреев маленькая Сюзи оказывается одна в чужой Англии и воспитывается в приемной семье. С детства она молчалива, и её мысли и чувства надёжно скрыты от шумных английских сверстников. Достигнув совершеннолетия, она в составе танцевальной группы отправляется в Париж. Здесь её коллегой оказывается Лола, эмигрантка из России. Кроме того, Сюзи встречает Чезара, который так же, как и она, чужд европейскому (да и любому другому) обществу. Из-за этой общности и возникает притяжение между ними, из которого вырастает надломленная и невозможная история любви.
Жизнь в оккупированном Париже, любовь к цыгану и прочие неприятности не сбивают героиню с главного пути — на протяжении всего детства Сюзи мечтала только об одном — найти отца, еврея Абрамовича. Но принесёт ли эта встреча хотя бы какое-то облегчение, покажет лишь время.

## В ролях
| Актёр             | Роль      |
| ----------------- | --------- |
| Кристина Риччи    | Сюзи      |
| Кейт Бланшетт     | Лола      |
| Джон Туртурро     | Данте     |
| Джонни Депп       | Чезар     |
| Гарри Дин Стэнтон | Феликс    |
| Олег Янковский    | Абрамович |